# Meyer (Familie, Appenzell Ausserrhoden)
Die Meyer sind eine Textilunternehmer-, Politiker- und Militärführergeschlecht von Herisau im Schweizer Kanton Appenzell Ausserrhoden.

## Geschichte
Die «Meyer ab dem Schochenberg» sind seit dem 16. Jahrhundert in Herisau bezeugt. Sie stellten im 16. Jahrhundert sowie im frühen 17. Jahrhundert mehrmals Gemeindehauptleute und später regelmässig Gemeinderäte. Durch Heirat waren sie im 17. Jahrhundert eng mit den zur Herisauer Oberschicht gehörenden Familien Schiess und Elmer verbunden. Eheschliessungen zwischen Meyer und Schiess blieben bis gegen Ende des 19. Jahrhunderts Tradition.
In der Nachfolge von Landvogt Conrad Meyer erlangte ein Familienzweig während drei Generationen in fremden Kriegsdiensten bedeutende Positionen, zum Beispiel Adrian Meyer den Generalsrang in der sardinischen Armee. Die Angehörigen eines zweiten Familienzweigs samt angeheirateter Verwandtschaft verkörperten im 19. Jahrhundert zu einem Grossteil die Herisauer Textilindustrie.
Laurenz Meyer, dessen Vater Johann Conrad Meyer mit grossem Erfolg in den Textilhandel eingestiegen war, führte ab 1800 zwei Textildruck- und Appreturbetriebe, die er zusammen mit seinen Söhnen Laurenz Meyer, Johann Martin Meyer und Emanuel Meyer ausbaute. Diese drei versahen zudem nacheinander das Amt des Landesstatthalters. Ihre Nachkommen führten die Appreturen Meyer & Compagnie sowie Emanuel Meyer & Compagnie weiter. Sie waren mit den Herisauer Bleichereibesitzern Signer sowie den Herisauer Stickereifabrikanten bzw. -exporteuren Bächtold, Nef, Schiess, Sonderegger, Steiger, Tanner und Wetter verschwägert und geschäftlich verbunden. Mit dem Verkauf beider Firmen 1917 bzw. 1926 endete die Unternehmertradition.
Charakteristisch war die Begeisterung der Familie für die Berge. An der Gründung der Sektion Säntis des Schweizerischen Alpen-Clubs (SAC) im Jahr 1869 hatten die Meyer grossen Anteil.